# Austrolimnophila maumau
Austrolimnophila maumau är en tvåvingeart som beskrevs av Alexander 1956. Austrolimnophila maumau ingår i släktet Austrolimnophila och familjen småharkrankar.
Artens utbredningsområde är Kenya. Inga underarter finns listade i Catalogue of Life.